# Ceratomyces
Ceratomyces är ett släkte av svampar. Ceratomyces ingår i familjen Ceratomycetaceae, ordningen Laboulbeniales, klassen Laboulbeniomycetes, divisionen sporsäcksvampar och riket svampar.
| Ceratomyces | \| \| Ceratomyces mirabilis \| \| \| \| |
|             | \| \| Ceratomyces mirabilis \| \| \| \| |
|             | Phurmomyces                             |
|             |                                         |
|             | Rhynchophoromyces                       |
|             |                                         |
|             | Thaumasiomyces                          |
|             |                                         |
|             | Eusynaptomyces                          |
|             |                                         |
|             | Drepanomyces                            |
|             |                                         |
|             | Plectomyces                             |
|             |                                         |
|             | Helodiomyces                            |
|             |                                         |
|             | Synaptomyces                            |
|             |                                         |
|             | Thripomyces                             |
|             |                                         |
|             | Autoicomyces                            |
|             |                                         |
|             | Ceratomyces mirabilis                   |
|             |                                         |

|  | Ceratomyces mirabilis |
|  |                       |